# 宋駿業
宋駿業（1653年6月13日—1713年5月23日），字聲求，號堅齋，江南蘇州府長洲縣人，吏部尚書文華殿大學士宋德宜長子。康熙十四年（1675年）乙卯科會試副榜貢生。官至兵部右侍郎，誥授資政大夫。精通書畫，參與《康熙南巡圖》繪製及《佩文齋書畫譜》編纂。繪製康熙帝《萬壽盛典圖》初稿期間去世。

## 生平
宋駿業在康熙十四年（1675年）乙卯科順天鄉試中副榜，後屢試不中。康熙二十四年（1685年）宮廷召試候選小京職，吏部推薦宋駿業參加。十一月廷試，由閱卷官之一李光地賞識提攜，授翰林院待詔。康熙二十六年（1687年）因父親宋德宜病重，與兄弟服侍左右。同年宋德宜卒，康熙帝賜諡號“文恪”，恩准其家人扶柩南歸葬之於故里。康熙二十九年（1690年）服喪期滿回都，特授御書處行走。康熙三十年（1691年）同米漢雯等鑑定御書《懋勤殿法帖》。
康熙三十二年（1693年）六月任刑部主事，康熙三十四年（1695年）三月升刑部員外郎，同年十二月（1696年1月）宋駿業奉旨赴浙江山陰縣，為康熙帝（1693年）春御書《蘭亭集序》刻字立碑，並在立碑處建亭，重新修葺古跡蘭亭，設置紀念王羲之的右軍祠於亭後，康熙三十五年（1696年）冬竣工，奉旨進呈墨拓。同年與杭州織造敖福合（漢名金依仁）為康熙帝御書南朝鮑照作《舞鶴賦》於杭州孤山建亭，並移原放鶴亭於林逋墓右，又重修巢居閣、梅軒，開小池，疊石築橋其間，景觀宏麗。
康熙三十六年（1697年）三月升工部郎中，同年閏三月十四日曾招集吳暻、查嗣瑮等友人在北京萬柳堂舉辦送春雅集。後受李振裕賞識舉薦，升禮科給事中，康熙三十七年（1698年）改兵部給事中，期間疏陳諫言集結為《兵垣奏議》一卷，曾因原福建巡撫宮夢仁包庇家奴華時芳違規捐官一事奏議彈劾，康熙四十一年（1702年）因苗民起義事宜上疏彈劾湖廣總督郭琇、提督林本直、巡撫金璽、總兵雷如等，康熙四十三年（1704年）歷升鴻臚寺卿、右通政、左僉都御史，康熙四十六年（1707年）升宗人府丞，康熙四十八年（1709年）升兵部右侍郎。
宋駿業在任期間保舉過多人，包括：朱鎬、曹曰瑛、范時崇（范承謨子）、潘宗洛、穆廷栻、許惟模、劉棨、高怡、陳鵬年等。康熙五十一年（1712年）任壬辰科閱卷官時提拔探花徐葆光及進士王時鴻等。
《皇清文穎》卷五十四收錄宋駿業著《平北雅三篇》。

## 清廷書畫業績

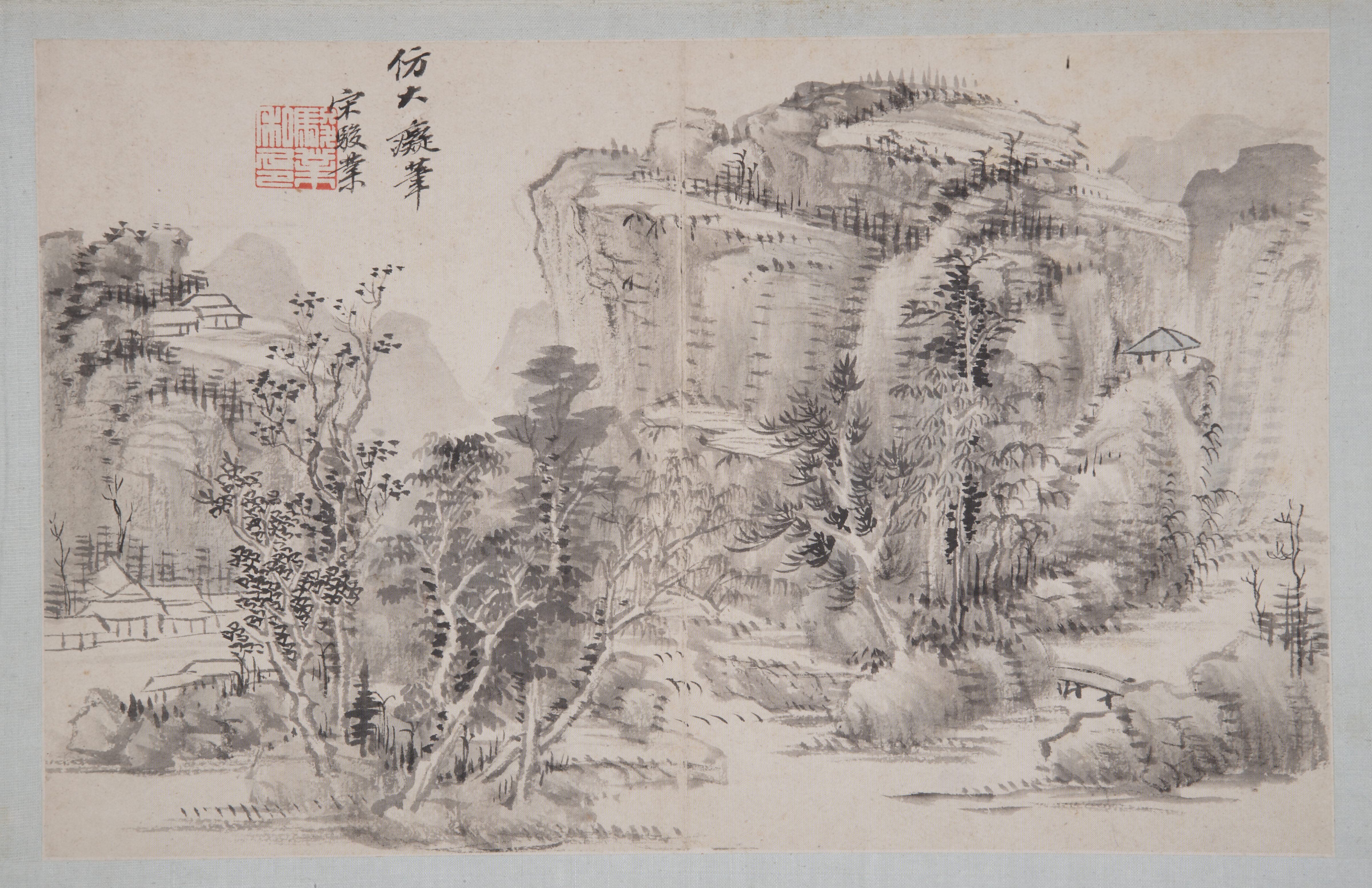
王翬等九家山水冊-宋駿業仿大痴山水頁

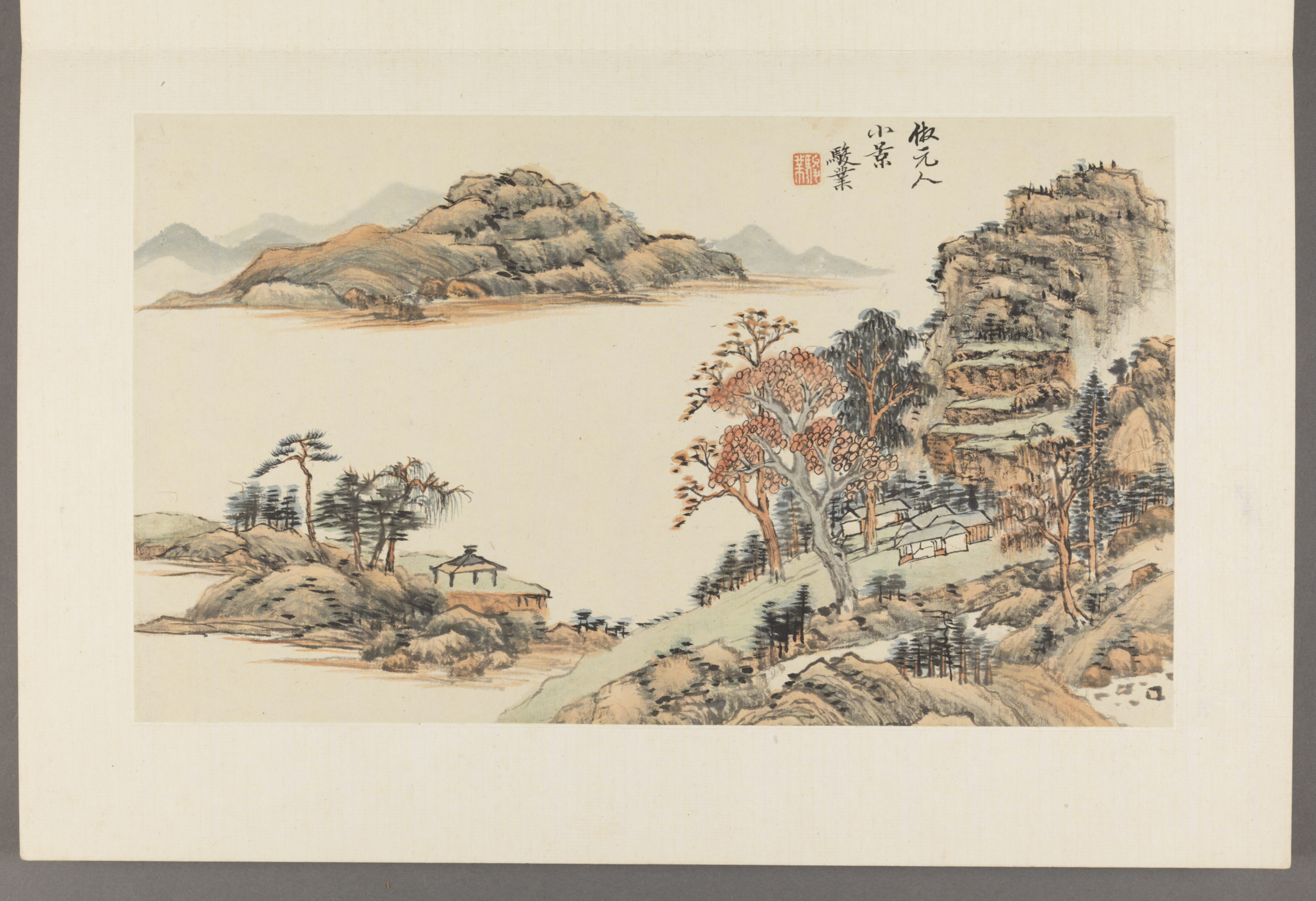
宋駿業山水冊頁

國立故宮博物院藏清代兵部右侍郎宋駿業繪《林亭煙岫》畫軸

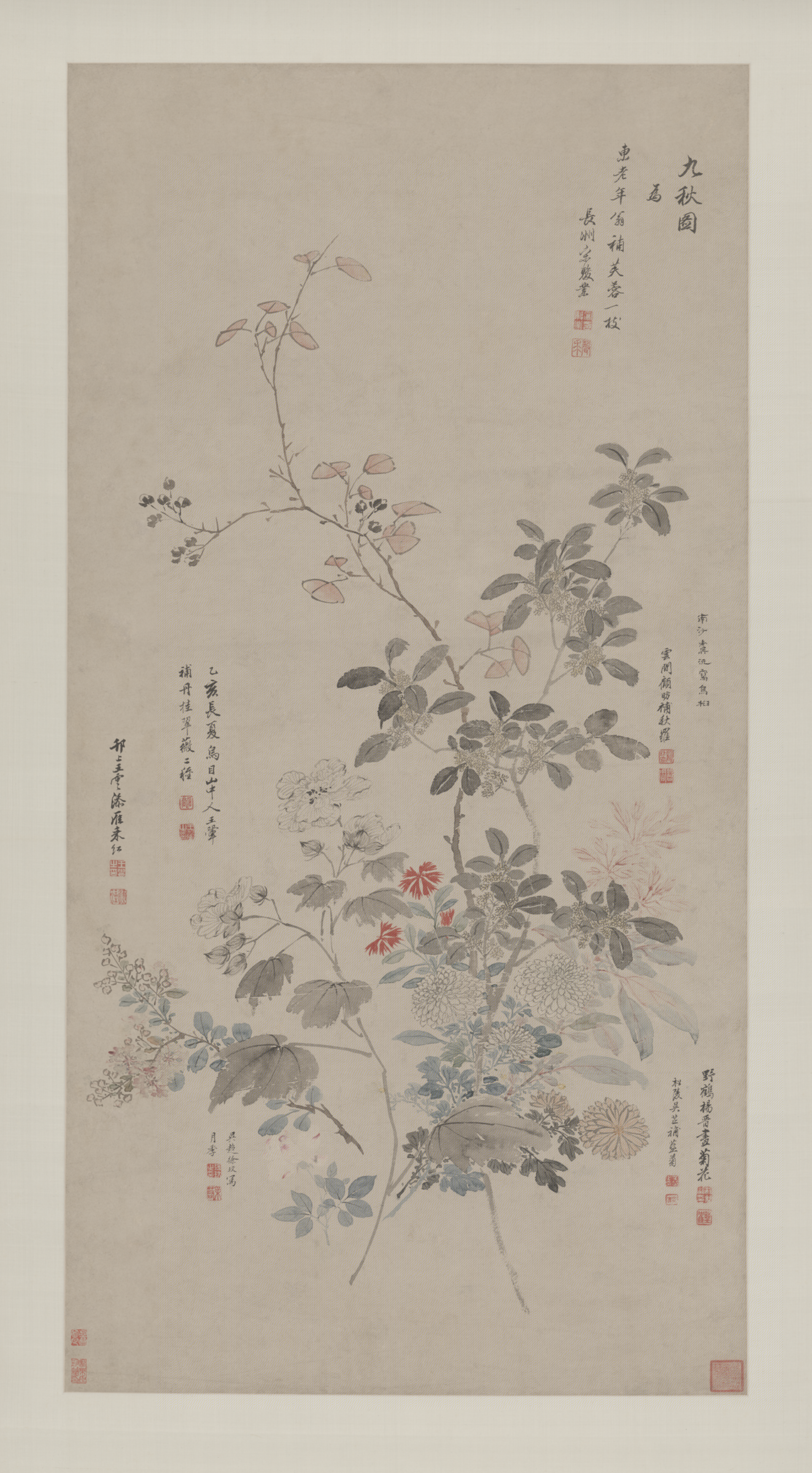
王翬等師弟八人合作九秋圖軸

宋駿業善書畫，師從“清初四王”之一王翬。康熙二十九年（1690年），康熙帝命曹荃監畫《南巡圖》。康熙三十年（1691年），宋駿業與姻兄弟王掞推薦王翬上京主持《康熙南巡圖》的繪製工作，宋駿業、冷枚、楊晉等人具體負責繪製。友人唐孫華曾於宋駿業家中觀賞南巡圖卷並賦詩。其玄孫宋湘（曾孫宋銑子）於道光年間重覓得高祖父所藏《康熙南巡圖》部分粉本，後由裔孫院士宋湛謙於2002年捐贈給南京博物院收藏。宋駿業於康熙帝第三次至第六次南巡時四次隨扈。康熙三十八年（1699年）康熙帝賜御書蹇諤老成匾額，康熙三十九年（1700年）賜靜永堂匾額。
康熙四十四年（1705年），與孫岳頒、王原祁、吳暻、王銓等奉旨編纂《佩文齋書畫譜》，期間推薦補用王世繩、吳暄（吳暻弟）、顧藹吉、裘嚴生、蔣深、孫起範等六人，書成後御賜“靜永堂”藏版。康熙五十二年（1713年）奉命繪製慶祝康熙帝六十聖壽之《萬壽盛典圖》，在勾勒初稿期間，同年四月廿九日（5月23日）卒，享年六十一歲。
中國大陸各家博物藝術館現藏多件宋駿業繪畫作品。

## 長洲宋氏家族
宋駿業來自長洲宋氏家族。父親為宋德宜，母親為王鏊裔孫王希（字公晉，號知我，？-1646）次女。兄弟四人，其中三弟宋大業為康熙二十四年（1685年）乙丑科二甲第九名進士，內閣學士兼禮部侍郎。康熙三十五年（1696年）宋大業曾為康熙帝御駕親征準噶爾運送糧草而立功，著有《北征日記》一卷記錄其行程及昭莫多之戰經歷。康熙四十年（1701年）授翰林院侍讀，康熙四十一年（1702年）春與陳廷敬、勵廷儀及查昇一同入直南書房。御賜凝遠堂匾額。曾接駕康熙第三次與第四次南巡。兩次奉命祭告南嶽，後因陷與趙申喬互訐案被解職回籍。
姐妹九人：一嫁工部左侍郎顧藻；二嫁大學士王掞；三嫁相國金之俊孫州同金相戊；四嫁顧予咸子知府顧用霖；五嫁大學士陳元龍；六嫁李天馥子學士李孚青；七嫁大理寺司務錢㶌；八嫁知府裘岱生；九嫁編修繆曰芑。
夫人為裘充美長女；側室吳氏、蕭氏、金氏及黃氏。有四子：長子宋喆為康熙五十二年（1713年）癸巳恩科舉人，娶順治十二年（1655年）乙未科進士、太僕寺卿蔣寅孫女、蔣曰廣女。宋喆孫宋銑（字舜音，號小岩，1734-1779）為乾隆二十五年（1760年）庚辰科二甲進士，與同榜探花王文治交往密切；次子宋諤出嗣二弟宋敬業，配韓菼女；三子宋愨早殤；四子宋訥（又名宋璞）配揚州喬嘉徵女。二女：一適顧予咸孫、顧用霖子顧爾昌；二適慕天顔孫、慕琛子慕麟生。另有一恩撫女，適李霨孫、李其凝子李敏啟。
三弟宋大業長子宋壽圖任保定府知府，負責金沙江開浚工程，調任迤東道。夫人為首任湖南巡撫盛京王朝恩之女。

## 蘇州宋駿業家宅遺跡
蘇州宋駿業宅邸原在綉綫巷十號，布局為東宅西園。宅有七進，大廳高懸康熙帝御筆親題靜永堂匾額。宅內原有楠木廳、戲臺、奉恩樓等建築。藏有御書、書版及御賜書籍甚多。西園名趣園，有清池、石舫和洞穴蟠曲的假山。如今宋宅在原址無存，部分原宋宅建築移至蘇州他處：
- 1954年，主持維修寒山寺的謝孝思與文管會胡覺民，拜訪綉綫巷宋恆之、宋顯之兄弟，動員宋家將宅中的花籃樓捐獻，移建至寒山寺，並將原樓名改稱為楓江第一樓。
- 留園整修時，亦將宋宅趣園的八角亭移建至留園東園。